# Ана Ушењина
Ана Ушењина (укр. Ушеніна Ганна Юріївна; Харков, 30. август 1985) је украјинска шахисткиња и бивша светска шампионка у шаху.

## Биографија
Рођена је у Харкову, где и даље живи са породицом. Шах је научила да игра са седам година захваљујући њеној мајци, која је желела да Ана, упоредо са музиком и сликарством, развија интелектуалне и креативне таленте. Постала је првакиња Украјине за играчице до 20 година кад је имала свега 15 година. У шаху је напредовала углавном сама, али последњих година ради са тренерима у Краматорску. У слободно време ужива у читању детективских романа и слушању класичне и поп музике.

## Успеси у Украјини
Првакиња Украјине постала је 2005. године у Алушти. На мешовитим турнирима побеђивала је и јаке мушке велемајсторе као што су Антон Коробов и Олег Романишин, па је убрзо стекла звање националног мајстора спорта.

## Екипни успеси
Позната је као одлична екипна играчица. На шаховској олимпијади у Торину 2006. године остала је непоражена и са земљакињама Наталијом Жуковом, Катерином Лахно и Ином Гапоненко стигла до златне олимпијске медаље. На наредној олимпијади у Дрездену, 2008. године, Украјинке су освојиле сребрну медаљу.
Ушењина је била и део репрезентације која је 2007. године у Јекатеринбургу освојила бронзану медаљу на екипном првенству света. На европском првенству 2007. године у Ираклиону Украјинке су остале без екипне медаље, али је Ушењина освојила златну медаљу за најбољи остварени резултат на својој табли.
Веома је активна играчица у шаховским лигама. Током сезоне наступа у екипним шаховским шампионатима Француске, Русије, Србије, Црне Горе и Словеније.

## Титуле и рејтинг
Титулу женског велемајстора освојила је 2003. године, након успеха на турнирима у Кијеву (2001) и Одеси (2003). Титула мушког интернационалног мајстора призната јој је 2007. године, захваљујући резултатима из претходне године на шаховској олимпијади у Торину и на турнирима у Пардубицама и Абу Дабију.
У октобру 2008. године Ушењина је имала Ело рејтинг од 2496 поена, чиме је постала најбоља шахисткиња на украјинској рејтинг-листи, а у свету је тада заузимала 15. место међу шахисткињама. Највећи рејтинг, 2502 поена, имала је у јулу 2007. године.

## Светска шампионка у шаху
До свог највећег успеха, титуле светске шампионке у шаху, Ана Ушењина стигла је на првенству света одржаном у новембру 2012. у руском граду Ханти-Мансијску. У финалу је, након доигравања, победила некадашњу светску шампионку Антоанету Стефанову из Бугарске, резултатом 3,5:2,5. Шаховску круну изгубила је наредне године у Тајџуу (Кина) у мечу са Кинескињом Ху Јифан, која је победила резултатом 5,5:1,5.